# Flavia Lüscher
Flavia Lüscher (* 31. Oktober 2003 in Oberentfelden) ist eine Schweizer Fussballspielerin.

## Karriere
Lüscher begann für den in Winznau (Kanton Solothurn) ansässigen FC Winznau mit dem Fußballspielen und spielte im weiteren Verlauf – bis Saisonende 2020/21 – für die Jugendmannschaft des FC Basel. Zur Saison 2021/22 rückte sie in die erste Mannschaft auf und kam in den ersten zwölf von 18 Saisonspielen in der höchste Spielklasse, der Women’s Super League, zum Einsatz. Ihr Debüt für den Verein und in dieser Spielklasse gab sie bereits im Alter von 15 Jahren einzig am 1. Juni 2019 (28. Spieltag) bei der 1:2-Niederlage im Auswärtsspiel gegen den Servette FC Chênois Féminin mit Einwechslung für Andrea Frei in der 89. Minute. In der Folgesaison bestritt sie lediglich fünf Punktspiele, bevor sie über ein Leihgeschäft mit dem FC Aarau für diesen in drei Punktspielen der Hinrunde der Saison 2023/24 tätig war und ein Tor erzielte. Noch vor Beginn der Rückrunde (im Februar 2024) zum FC Basel am 11. Januar 2024 zurückgekehrt, wurde sie über ihre Verpflichtung eines deutschen Vereins informiert. 
Am 12. Januar 2024 wurde sie vom Zweitligisten 1. FFC Turbine Potsdam verpflichtet. Zu ihrem Pflichtspieldebüt kam sie bereits am 18. Februar 2024 (14. Spieltag) bei der 1:3-Niederlage im Heimspiel gegen den SV Meppen mit Einwechslung für Kim Schneider in der 41. Minute. Mit weiteren sieben Punktspielen trug sie zur Zweitligameisterschaft, verbunden mit dem Aufstieg in die Bundesliga, bei. In dieser Spielklasse debütierte sie am 14. September 2024 (2. Spieltag) bei der 0:2-Niederlage im Auswärtsspiel gegen Werder Bremen Sechs Tage zuvor wurde sie in der 2. Runde des DFB-Pokalwettbewerbs mit Einwechslung für Irena Kusnezow in der 84. Minute beim 2:0-Sieg über den Drittligisten FC Viktoria 1889 Berlin eingesetzt.
Zur Saison 2025/26 schloss sie sich dem SCR Altach an.

## Erfolge
- Zweitligameister 2024 und Aufstieg in die Bundesliga